# Iosif Szabo
Iosif Szabo (uneori Sabo, n. martie 1803, Marosbogát, Transilvania, Imperiul Austro-Ungar – d. 15 decembrie 1874, Iași)  a fost un botanist, farmacist și medic, membru de onoare al Academiei Române.

## Biografie
Originar din Transilvania și de naționalitate germană, Iosif Szabo a urmat studiile de medicină la Iena unde a obținut doctoratul în 1852. Se instalează în Moldova în același an și obține dreptul de practică medicală devenind, în 1853, asistent la Secția medicală a Spitalului Sfântul Spiridon.
În 1863 a fost transferat la ospiciul pentru săraci, bătrâni și infirmi de la Galata, devenind directorul ospiciului.
A fost interesat de botanică, elaborând în 1841 lucrarea Descrierea florei Moldovei sub raportul științific, tehnic, economic, al medicinei legale și populare cu însemnarea localității și a naturii tărâmului priincios, în care descrie peste 2.000 de specii de plante din Moldova. Lucrarea, care din nefericire a rămas doar în manuscris, s-a pierdut ulterior, păstrându-se doar ierbarul la Muzeul de Istorie Naturală din Iași. În 1856, împreună cu Nicolae Istrati și Anastasie Fătu, a pus bazele Grădinii Botanice din Iași. Iosif Szabo, împreună cu Jacob Czihak, a redactat Heil und Nahrungsmittel Farbstoff, Nutz und Hausgerathe welche die Ost-Romanen Moldauer und Wallachen aus dem Pflanzenreiche Gewinnen, prima lucrare de farmacologie din literatura română.
Iosif Szabo a fost un activ popularizator al științei, participând, alături de doctorul Constantin Vârnav, la editarea revistei Povățuitorul sănătății și al economiei, considerată prima revistă de popularizare din România, precursoare a primei publicații medicale românești.
Iosif Szabo a fost ales membru de onoare al Societății Academice în ședința din 30 august 1872, alături de alți doi ieșeni, tată și fiu: naturalistul și medicul Jacob Czihak (Cihac) și filologul Alexandru Cihac.